# Wang Sue-ya
Wang Sue-ya (* 14. August 1965 in Taipei) ist eine taiwanische Komponistin.

## Leben
Wang lernte Klavier an der National Taiwan University of Arts. Sie studierte Komposition und Computermusik bei José Luis Campana an der Université d’Orsay. Außerdem studierte sie bei Yoshihisa Taira und Alain Weber an der École Normale de Musique de Paris sowie bei Alain Bancquart und Laurent Cuniot am Conservatoire de Paris. 1993 folgten Studien bei Klaus Huber, Harrison Birtwistle und Gérard Grisey in Avignon. 1994 erhielt sie Unterricht bei Paul Méfano. Mehrmals war sie Gast bei den Darmstädter Ferienkursen. 1997 besuchte sie Workshops bei Brian Ferneyhough, Franco Donatoni und Jean-Marc Singier. 1999 wirkte sie am IRCAM. Ihre Kompositionen wurden u. a. bei den Weltmusiktagen der ISCM aufgeführt.

## Preise und Auszeichnungen
- 1994: ACL Yoshiro IRINO Memorial Prize
- 1996: Preisträgerin beim Kompositionswettbewerb „Music Taipei“
- 1997: Stipendium der Fondation Royaumont
- 1999: Stipendium der National Culture and Arts Foundation, Taipei